# Улица Верхние Поля
У́лица Ве́рхние Поля́ (до 30 апреля 1987 года — у́лица Ве́рхние Поля́ и у́лица Моснефтекип) — улица, расположенная в Юго-Восточном административном округе города Москвы на границе района Люблино и районов Капотня и Марьино.

## История
Улица получила своё название в 1959 году (хотя уже на плане Москвы 1952 года именуется улицей Высокие Поля, как и одноимённый Люблинский посёлок) по расположению вблизи Люблинских полей орошения, созданных в 1898 году и подразделяющихся на Верхние и Нижние поля (поля застраиваются с 1990-х годов). 30 апреля 1987 года улица была продлена до МКАД за счёт включения в неё улицы (Посёлок) Моснефтекип, названной по Московскому заводу контрольно-измерительных приборов для нефтяной промышленности.
В 1980—1990-х годах в состав улицы были включены также бывшая улица Мосвокстроя, Чагинское шоссе и часть улицы Нижние Поля.

## Расположение

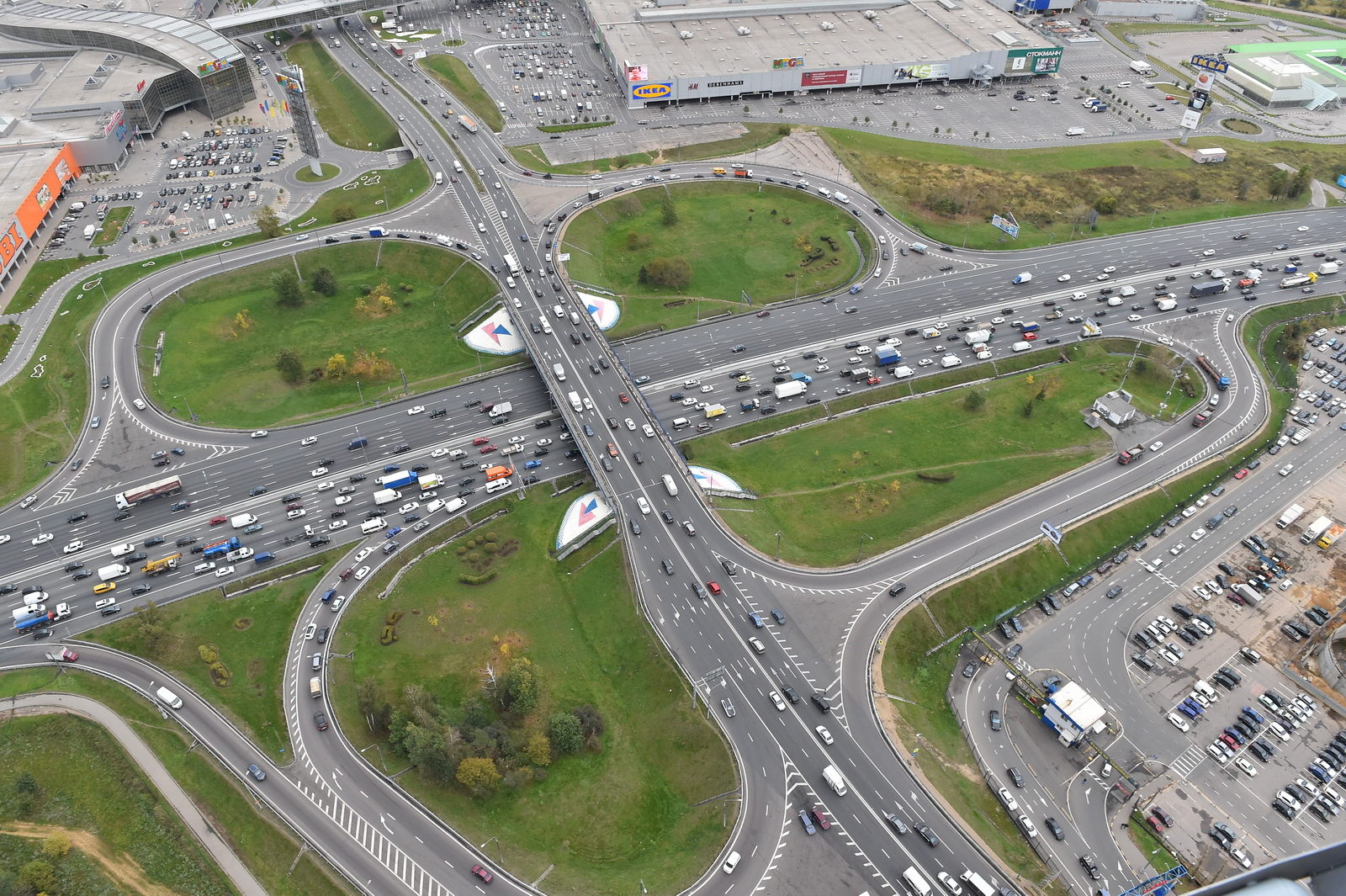
Развязка МКАД — Верхние Поля. Вид в сторону Новоегорьевского шоссе (Котельники) и торгового центра «Мега Белая Дача»

Улица Верхние Поля состоит из двух участков. Первый участок улицы Верхние Поля, являясь продолжением улицы Нижние Поля, проходит от Люблинской улицы на северо-восток, пересекает Краснодонскую улицу, проходит далее, в месте примыкания к ней Новороссийской улицы (с северо-запада) и северной части Белореченской улицы (с северо-востока) поворачивает на юго-восток, с северо-востока к ней примыкает Цимлянская улица, чуть далее от улицы Верхние Поля на юго-восток отходит южная часть Белореченской улицы, а улица Верхние Поля поворачивает на восток, пересекает улицу Перерва, после чего поворачивает на юго-восток и проходит до улицы Марьинский Парк. Второй участок улицы Верхние Поля проходит от улицы Марьинский Парк на юго-восток, затем поворачивает на восток, после чего к ней с юга примыкает улица Капотня, далее с севера к ней примыкает Чагинская улица, улица Верхние Поля проходит далее до МКАД. По улице Верхние Поля проходит граница между районами Люблино и Марьино (участок от Люблинской улицы до поворота улицы на восток между улицей Марьинский Парк и улицей Капотня) и между районами Люблино и Капотня (участок от поворота улицы Верхние Поля на восток до МКАД). Нумерация домов начинается от Люблинской улицы.

## Примечательные здания и сооружения
По нечётной стороне:
- д. 27 — технологический колледж № 28 (отделение);
- д. 47, к. 1 — школа № 1357;
- д. 61 — завод сухих смесей и товарного бетона № 7.

По чётной стороне:
- д. 16 — здание управления Люблинской станции аэрации и химической лаборатории (Дом смотрителей и агронома). 1901 г., архитектор — М. К. Геппенер. Памятник архитектуры;
- д. 20 — подразделение «Солнышко» дошкольного образования школы им. Артёма Боровика (бывший детский сад № 2417);
- д. 30 — школа № 1968;
- д. 32, к. 1-3 — жилой комплекс «Тополя» (ранее на этом месте находился аварийно-регулирующий резервуар филиала «Марьинский парк» Курьяновской станции аэрации);
- д. 34 — социальный жилой дом «Марьино»;
- д. 40, к. 2 — школа № 1716 «Эврика-Огонёк».

## Транспорт

### Автобус
- с710: от Краснодарской улицы до Белореченской улицы и обратно и от улицы Марьинский Парк до МКАД и обратно.
- 35: от Люблинской улицы до Новороссийской улицы и от Цимлянской улицы до Люблинской улицы.
- 54: от Чагинской улицы до МКАД и обратно.
- м72: от улицы Марьинский Парк до улицы Капотня и обратно.
- с9: от Люблинской улицы до Краснодонской улицы и обратно.

### Метро
- Станция метро «Братиславская» Люблинско-Дмитровской линии — южнее западного конца улицы, на улице Перерва.
- Станция метро «Люблино» Люблинско-Дмитровской линии — севернее западного конца улицы, на Совхозной улице.

В период 1996—2004 годов трасса улицы была изменена, в результате чего возник разрыв трассы улицы относительно улицы Марьинский Парк. Тем не менее, границы районов Люблино и Марьино проходят по прежней трассе улицы Верхние Поля.